# Epitranus parvidens
Epitranus parvidens är en stekelart som först beskrevs av Embrik Strand 1911.  Epitranus parvidens ingår i släktet Epitranus och familjen bredlårsteklar. Inga underarter finns listade i Catalogue of Life.